# Kurt Garschal
Kurt Garschal (Viena, 11 de junho de 1941) é um ex-ciclista austríaco. Garschal competiu nos Jogos Olímpicos de Verão de 1960 em Roma, onde fez parte da equipe de ciclismo austríaca que competiu na perseguição por equipes de 4 km em pista.